# ستيفن إروين
ستيفن إروين (بالإنجليزية: Steven Irwin)‏ (29 سبتمبر 1990 بليفربول في المملكة المتحدة - ) هو لاعب كرة قدم بريطاني في مركز الوسط. لعب مع نادي ليفربول ونادي تلستار ‏ وFF Jaro ‏.

## وصلات خارجية
- ستيفن إروين على موقع الاتحاد الأوربي (الإنجليزية)
- ستيفن إروين على موقع Soccerway.com (الإنجليزية)